# Công nghiệp hóa dầu ở Romania

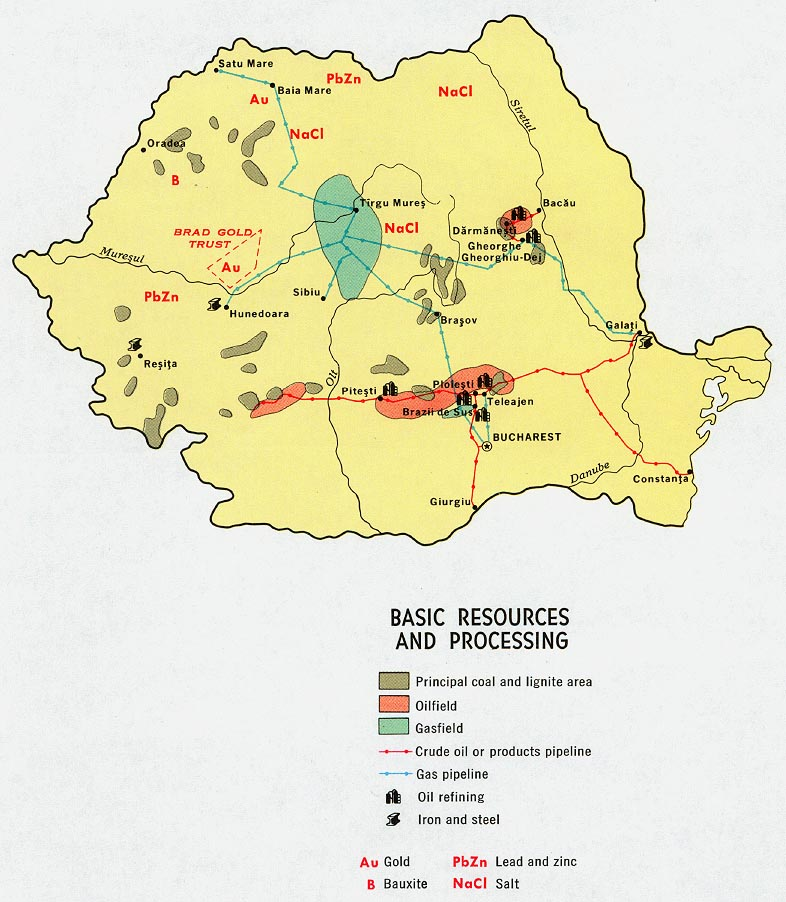
Các khu vực khai thác và lọc dầu ở Romania năm 1970.

Thị trường dầu ở Romania ước tính đạt 9 tỷ Euro vào năm 2007. Năm 2006, mức tiêu thụ xăng bình quân đầu người ở Romania là 79 lít và của dầu diesel - 140 lít. Để so sánh, thị trường dầu Hungary cũng là 3,4 tỷ euro vào năm 2006, với mức tiêu thụ xăng là 147 lít trên đầu người và dầu diesel là 164 lít. Giờ đây, sau hơn một thế kỷ rưỡi sản xuất, hầu hết các khoản tiền gửi đã đáo hạn và sản lượng của nước này chưa bằng 10% so với các nhà sản xuất lớn của châu Âu. Tuy nhiên, những phát hiện gần đây về khí tự nhiên ở vùng nước sâu của Biển Đen cho thấy tiềm năng đáng kể.
Mức tiêu thụ hiện tại của Romania (2007) là khoảng 3 triệu tấn xăng mỗi năm và khoảng 4 triệu tấn dầu diesel, nhưng mức tiêu thụ dự kiến sẽ tăng mạnh trong những năm tới do sự phát triển của đội tàu bay.
Theo ước tính năm 2007, trữ lượng của Romania là 74 triệu tấn dầu thô, sẽ cạn kiệt trong khoảng 13 năm nữa (tức là vào năm 2020) .

## Lịch sử
Romania có lịch sử hơn 160 năm trong việc sản xuất và lọc dầu thô. Đây là một trong những quốc gia sản xuất lớn nhất trên thế giới và là một trong những quốc gia sản xuất lớn nhất vào đầu thế kỷ XX.
Vào thế kỷ 15 (1440–1442) các hầm chứa dầu đốt từ Lucăcești (huyện Moinești, Bacău) đã được đề cập đến, và vào thế kỷ 18, các hố từ phía nam của Suy thoái Dărmănești và xung quanh địa phương Moinești. Marco Bandini đã báo cáo vào năm 1646 rằng cư dân của các làng Mosoare, Poieni, Dofteana và Păcuri đã sử dụng dầu chiết xuất từ các giếng. Sau đó, Dimitrie Cantemir trong Descriptio Moldaviae đề cập đến sự tồn tại và khai thác dầu ở vùng này.
Khai thác dầu đã được biết đến ở khu vực này trong hơn năm thế kỷ. Ban đầu được thể hiện bằng cách khai thác thô sơ, sau đó từ nửa sau thế kỷ 19 bằng giếng cơ khí và ngày nay bằng cách khoan sâu, từ 150 m đến 1000 m, việc khai thác đã hiện diện lâu dài trong cảnh quan công nghiệp của khu vực. Sự khởi đầu của ngành công nghiệp dầu mỏ ở Romania diễn ra ở lưu vực sông Trotuș, tương ứng trên Thung lũng Tazlăului và trong Trũng Dărmănești. Sau đó, chu vi dầu mở rộng ra rất nhiều, bao phủ không gian ngày càng tăng trong khu vực Carpathian Paleogene.
Giàn khoan cơ khí đầu tiên ở Romania được sản xuất và sử dụng ở Poieni (Târgu Ocna), Bacău vào năm 1861 và bao gồm một bộ gõ bằng thanh gỗ.
Tàu thăm dò thương mại đầu tiên trên thế giới xuất hiện ở làng Lucăcești của Moinești vào khoảng thế kỷ 19.
Ở Lucăcești, Bacău, các nhà máy lọc dầu công nghiệp đầu tiên đã xuất hiện từ năm 1837–1840, tiếp theo là ở Moinești (1844).
Vào đầu năm 1857, tại Ploiești, "Nhà máy khí đốt" của Marin Mehedințeanu được đưa vào hoạt động, đây cũng là nhà máy đầu tiên thuộc loại hình này ở Romania và trên thế giới. Đó là một nhà máy lọc dầu, với nguồn nguyên liệu ban đầu, nhưng có nghĩa là một bước tiến lớn đối với nền văn minh.
Năm 1857, Romania là quốc gia đầu tiên báo cáo sản lượng dầu thô và có nhà máy lọc dầu đầu tiên ở châu Âu (Mehedințeanu) được xây dựng gần Ploiești. Đây là năm mà cuộc hành trình hấp dẫn của ngành dầu khí ở Romania bắt đầu. Cho đến đầu Chiến tranh thế giới thứ nhất, ngành công nghiệp này đã có một tốc độ phát triển nhanh chóng, chủ yếu là do đầu tư nước ngoài. Trước Chiến tranh thế giới thứ nhất, khoảng 75% vốn đầu tư vào ngành công nghiệp dầu mỏ của Romania là của Đức, Anh và Hà Lan, trong khi vốn Romania chỉ chiếm 8%. Các công ty quốc tế bị thu hút bởi các mỏ dầu ở Romania bao gồm Standard Oil (chi nhánh Romania-Mỹ, thành lập năm 1904) và Shell (chi nhánh Astra Romania, thành lập năm 1910).
Vương quốc Romania là nhà sản xuất dầu lớn nhất ở châu Âu trong Chiến tranh thế giới thứ hai (ngoại trừ Liên Xô có nguồn dầu chính ở Azerbaijan), và dầu khai thác từ Romania rất cần thiết cho các hoạt động quân sự của phe Trục. Máy bay ném bom của quân Đồng minh đã tấn công mạnh vào ngành công nghiệp hóa dầu của Romania gần Ploieşti (xem Chiến dịch Sóng thủy triều) trước khi Hồng quân Liên Xô chiếm các mỏ dầu vào tháng 8 năm 1944.
Giai đoạn 1947-1989 được gọi là Kỷ nguyên Cộng sản trong lịch sử Romania. Tất cả các công ty dầu mỏ đã được quốc hữu hóa vào cuối Chiến tranh thế giới thứ hai và tài sản của họ được khai thác bởi Sovrom Petrol, một công ty thuộc sở hữu của nhà nước Romania và Liên Xô.
Năm 1976, sản lượng dầu thô đạt kỷ lục 15 triệu tấn, sau đó sản lượng bắt đầu giảm.
Sau cuộc cách mạng năm 1989, tất cả các hoạt động thăm dò và sản xuất ở Romania đều do Công ty Dầu khí Romania, một công ty nhà nước tiếp quản. Công ty tiếp tục đối mặt với những thách thức liên quan đến việc thiếu vốn đầu tư và sự can thiệp của chính trị. Năm 1997, nó trở thành SN Petrom, cũng bao gồm hai nhà máy lọc dầu - Arpechim và Petrobrazi, cũng phải đối mặt với tình trạng thiếu đầu tư và tỷ suất lợi nhuận lọc dầu âm.
Năm 1996, Công ty Dầu khí Romania được thành lập, với tư cách là một công ty cổ phần, được thành lập theo sự tổ chức lại của RAFIROM, PECO và PETROTRANS, các công ty này đã được hợp nhất và ngừng hoạt động. Công ty Dầu khí Romania sở hữu tất cả mười nhà máy lọc dầu ở Romania, cùng với các mỏ khai thác, nhà kho và trạm xăng.
Năm 1997, Công ty Dầu khí Romania được chia tách, tám nhà máy lọc dầu tự hoạt động, phần tài sản còn lại trở thành tài sản của Công ty Dầu khí Quốc gia (SNP) Petrom. Như vậy, SNP Petrom được thừa hưởng hai nhà máy lọc dầu (Arpechim Pitești và Petrobrazi Ploiești), toàn bộ mạng lưới phân phối PECO trước đây, hệ thống đường ống PETROTRANS và độc quyền khai thác dầu thô từ các mỏ dầu của Romania.
Vào năm 2000, doanh nhân Ovidiu Tender đã mua lại từ Nhà nước Romania công ty Prospecțiuni S.A., công ty duy nhất trong nước cung cấp dịch vụ khảo sát địa chất để khoan.
Năm 2002, Petromservice ra đời bằng cách thoái vốn của Petroserv khỏi Petrom.
Năm 2004, OMV, tập đoàn dầu khí hàng đầu ở Trung và Đông Âu, đã mua lại 51% cổ phần của Petrom từ nhà nước Romania với tổng số tiền là 1,53 tỷ Euro.
Cuối năm 2004, OMV Petrom được tư nhân hóa và công ty OMV AG của Áo trở thành cổ đông lớn mới. Công ty đã trải qua một quá trình sắp xếp và tái cấu trúc sâu rộng và đã thu được lợi nhuận từ các khoản đầu tư lớn cho hiện đại hóa (13,5 tỷ euro từ năm 2005 đến 2017).